# Jan Poznański (nauczyciel)
Jan Poznański (ur. 1877 lub 27 grudnia 1888, zm. 1940) – polski nauczyciel, działacz społeczny i samorządowy, poseł na Sejm I kadencji w II RP, ofiara zbrodni katyńskiej.

## Życiorys
Według różnych źródeł urodził się w 1877 lub 27 grudnia 1888 w Zdeszowie na obszarze powiatu żółkiewskiego. Był synem Wojciecha.
W 1914 ukończył studia na Wydziale Filozoficznym Uniwersytetu Lwowskiego. Uzyskał tytuł naukowy doktora. Podczas studiów działał w Polskim Stronnictwie Ludowym i Towarzystwie Szkoły Ludowej. Pracował jako nauczyciel gimnazjalny. Był organizatorem struktur terenowych partii PSL „Piast” w powiecie radziechowskim i powiecie kamioneckim. Został wybrany  posłem na Sejm I kadencji (1922-1927) z ramienia PSL „Piast”. Zasiadał w Komisji Konstytucyjnej.
Pełnił funkcję dyrektora Banku Handlowego i sprawował urząd burmistrza Kamionki Strumiłowej. Do 1939 zamieszkiwał w Kamionce Strumiłowej.
Po wybuchu II wojny światowej i agresji ZSRR na Polskę z 17 września 1939 został aresztowany przez funkcjonariuszy NKWD w listopadzie 1939 w Kamionce Strumiłowej. Na wiosnę 1940 został zamordowany przez funkcjonariuszy NKWD i pogrzebany potajemnie w bezimiennej mogile zbiorowej w Bykowni w Kijowie, gdzie od 21 września 2012 mieści się oficjalnie Polski Cmentarz Wojenny w Kijowie-Bykowni. Jego nazwisko figuruje na tzw. Ukraińskiej Liście Katyńskiej opublikowanej w 1994 (został wymieniony na liście wywózkowej 55/2-53 oznaczony numerem 2336).
Według innego źródła (strona Biblioteki Sejmowej) po aresztowaniu został deportowany w głąb Związku Radzieckiego i tam przetrzymywany zmarł w styczniu 1942 w okolicy Dżambaj na obszarze Uzbeckiej SRR.